# Chaoborus freemani
Chaoborus freemani är en tvåvingeart som beskrevs av Verbeke 1958. Chaoborus freemani ingår i släktet Chaoborus och familjen tofsmyggor.
Artens utbredningsområde är Madagaskar. Inga underarter finns listade i Catalogue of Life.